# Bebearia flavitaenia
Bebearia flavitaenia är en fjärilsart som beskrevs av M.Gaede 1915. Bebearia flavitaenia ingår i släktet Bebearia och familjen praktfjärilar. Inga underarter finns listade i Catalogue of Life.